# Porpacithemis leakeyi
Porpacithemis leakeyi is een libellensoort uit de familie van de korenbouten (Libellulidae), onderorde echte libellen (Anisoptera).
De wetenschappelijke naam Porpacithemis leakeyi is voor het eerst geldig gepubliceerd in 1955 door Pinhey.